# Cấu tạo của tư bản

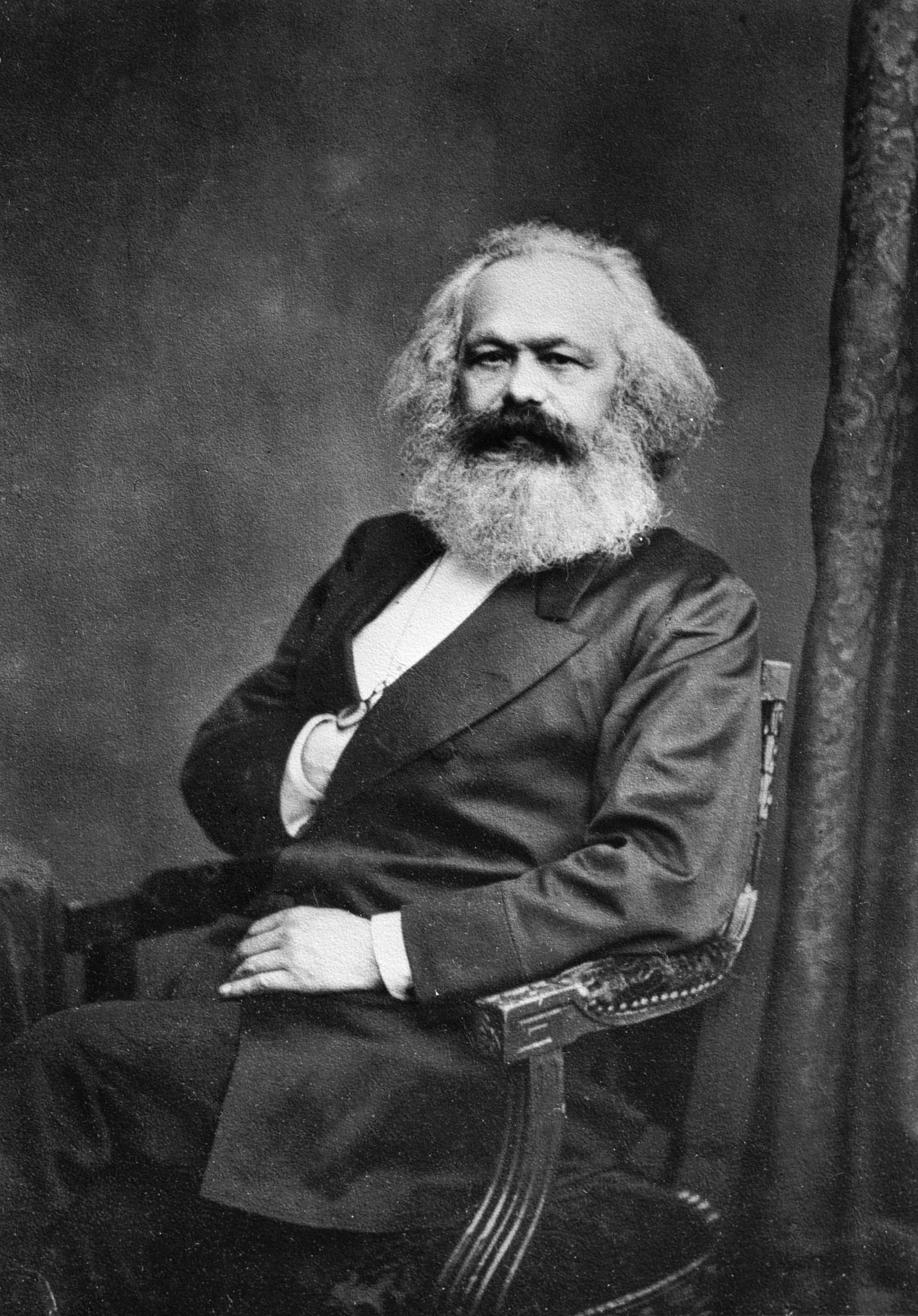
Mác

Trong kinh tế chính trị Marx-Lenin, cấu tạo của tư bản là sự tồn tại và biểu hiện ra bên ngoài dưới dạng cấu trúc vật chất và giá trị của tư bản. Cấu tạo của tư bản gồm có hai bộ phận quan trọng hợp thành là cấu tạo kỹ thuật và cấu tạo giá trị.

## Cấu tạo kỹ thuật
Cấu tạo kỹ thuật của tư bản là tỷ lệ giữa khối lượng tư liệu sản xuất với số lượng lao động cần thiết để sử dụng các tư liệu sản xuất đó. Nó biểu hiện dưới các hình thức của số lượng máy móc, nguyên liệu, năng lượng do một công nhân sử dụng trong một thời gian nào đó. Cấu tạo kỹ thuật phản ánh đặc điểm và trình độ phát triển của lực lượng sản xuất xã hội.

## Cấu tạo giá trị
Cấu tạo giá trị của tư bản là tỷ lệ theo đó tư bản phân thành tư bản bất biến (hay giá trị của tư liệu sản xuất) và tư bản khả biến (hay giá trị của sức lao động) cần thiết để tiến hành sản xuất.
Cấu tạo kỹ thuật thay đổi sẽ làm cho cấu tạo giá trị thay đổi. Marx đã dùng phạm trù cấu tạo hữu cơ của tư bản để chỉ mối quan hệ đó. Nói một cách khác, cấu tạo giá trị của tư bản chính là tỉ lệ giữa tư bản bất biến với tư bản khả biến. Thông thường, cấu tạo giá trị do cấu tạo kĩ thuật quyết định. Ngoài ra, sự thay đổi của cấu tạo giá trị còn chịu ảnh hưởng của những nhân tố khác như sự thay đổi của tư bản bất biến do biến động của giá cả những tư liệu sản xuất trên thị trường, sự thay đổi của tư bản khả biến (với số công nhân không thay đổi) do tiền công danh nghĩa của công nhân thay đổi.

## Mối quan hệ
Cấu tạo kĩ thuật và cấu tạo giá trị của tư bản có quan hệ hữu cơ với nhau. Cấu tạo kĩ thuật đóng vai trò quyết định cấu tạo giá trị. Sự thay đổi của cấu tạo giá trị phản ánh sự thay đổi của cấu tạo kĩ thuật. Để nói lên mối quan hệ trên, Marx đã dùng khái niệm cấu tạo hữu cơ của tư bản, phản ánh trình độ phát triển của lực lượng sản xuất xã hội tức là tư bản bất biến (c) tăng nhanh hơn tư bản khả biến (v). Sự biến đổi ấy trong chủ nghĩa tư bản dẫn đến hậu quả là nạn nhân khẩu thừa tương đối (đội quân thất nghiệp). Trong quá trình tích luỹ tư bản, cấu tạo hữu cơ của tư bản ngày càng tăng. Sự thay đổi đó là đặc trưng cho những giai đoạn lịch sử mà phương thức sản xuất tư bản chủ nghĩa đã trải qua trong quá trình phát triển.